# 捷克国旗
捷克共和国国旗呈长方形，长宽之比为2：3。旗面由蓝、白、红三色组成。左侧为蓝色等腰三角形。右侧是两个相等的梯形，上白下红。

## 历史
- 這面旗包含從古老傳承的紅和白捷克共和國國徽（紅色，有戴著皇冠的銀色雙尾獅）；因為旗幾乎與波蘭國旗相同，所以增加一個藍色的三角形（1920年）。 沒有三角形的波希米亞旗仍然被使用。

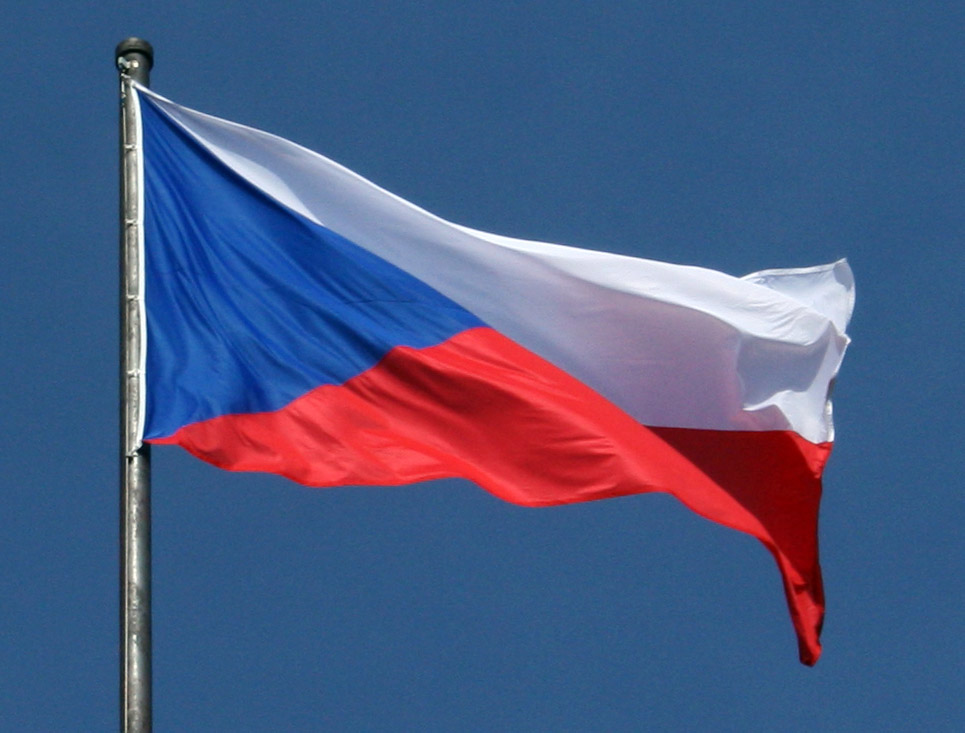
飘扬的捷克国旗

這面旗的作者有點爭議，但是旗幟學家同意加洛斯拉夫‧庫爾莎（1875-1950），一個國內事務部門的檔案保管人，為目前的旗出現的最初作者。 旗在1920年3月30日捷克國民議會官方批准（ČSR）。在捷克斯洛伐克社会主义共和国时期，總統旗加上捷克斯洛伐克国徽的标志，1989年天鹅绒革命之后停止使用。
- 1993年1月1日，捷克斯洛伐克分裂成捷克共和国和斯洛伐克共和国两个独立的主权国家。捷克共和國的國旗仍旧沿用捷克斯洛伐克時代的国旗，斯洛伐克共和國另採用全樣式國旗。

## 設計
| 顏色標準     | 藍        | 白          | 紅        |
| ------------ | --------- | ----------- | --------- |
| Pantone      | 287       |             | 192       |
| 網頁顏色標準 | #11457E   | #FFFFFF     | #D7141A   |
| RGB          | 17-69-126 | 255-255-255 | 215-20-26 |

## 歷史国旗

### 納粹德國保護國時期
| 國旗 | 國家                     | 使用年份      |
| ---- | ------------------------ | ------------- |
|      | 波希米亞和摩拉維亞保護國 | 1939年-1945年 |
|      | 波希米亞和摩拉維亞保護國 | 1939年-1945年 |

### 捷克斯洛伐克時期
| 國旗 | 國家                       | 使用年份       |
| ---- | -------------------------- | -------------- |
|      | 捷克斯洛伐克共和国         | 1918年-1919年  |
|      | 捷克斯洛伐克共和国         | 1919年         |
|      | 捷克斯洛伐克共和国         | 1920年         |
|      | 捷克斯洛伐克共和国         | 1920年-1939年  |
|      | 捷克斯洛伐克流亡政府       | 1939年－1945年 |
|      | 捷克斯洛伐克共和國         | 1945年-1960年  |
|      | 捷克斯洛伐克社會主義共和國 | 1960年-1990年  |
|      | 捷克斯洛伐克聯邦共和國     | 1990年-1992年  |
|      | 捷克社會主義共和国         | 1969年-1990年  |
|      | 捷克共和國                 | 1990年-1992年  |

### 軍艦旗

捷克斯洛伐克軍艦旗（1935年-1955年）
捷克斯洛伐克軍艦旗（1955年-1960年）

### 總統旗
另一个捷克捷克共和国的官方旗帜是捷克共和国总统的旗帜。 它于1918年首次被引入捷克斯洛伐克总统职位。 当前版本是由艺术家伊日·劳达设计的， 于1993年成立独立的捷克共和国时通过并使用。

### 之前的版本

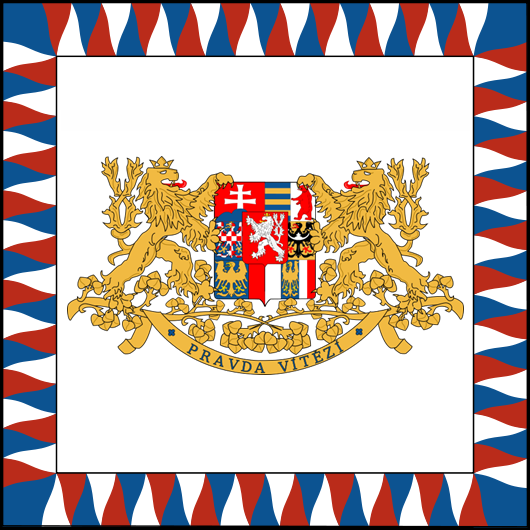
捷克斯洛伐克總統旗（1918年-1960年）
波希米亞和摩拉維亞總統旗（1939年-1945年）
捷克斯洛伐克社會主義共和國總統旗（1960年-1990年）
捷克斯洛伐克聯邦共和國總統旗（1990年-1992年）

## 相似旗帜

### “特里萨克蒂”旗(1973-1988年)

砂拉越州旗

特里萨克蒂旗是马来西亚砂拉越州前州旗，州旗图案与捷克国旗相似。蓝色三角形代表沙捞越人民的团结，红色代表勇气和毅力，白色代表诚实和纯洁。

## 外部連結
- History of the Czech and Czechoslovak flag(捷克語)
- 世界旗帜网（FOTW）的Czech Republic